# Dennis Janebrink
Göran Dennis Janebrink, född 1 februari 1946 i Gamlestads församling i Göteborg, är basist i Flamingokvintetten sedan bandets start 1960, och har även hand om bandets ekonomi. Han är far till Casper Janebrink i Arvingarna, Sammie Janebrink, Christopher Janebrink i Glennartz och Alexander Janebrink. Mottagare av Guldklaven i kategorin Årets basist 2001.